# Кернабес
Кернабес (Керенбес, Куданбес. Кудамбес) (д/н — після 1326) — цар держави Мукурри-Нобатії в 1305—1316 і 1323—1324 роках. Останній християнин на троні.

## Життєпис
Про батькі вобмаль відомостей. Ймовірно захопив трон у 1305 році, поваливши брата Амая. Намагався продовжити політику попереднього царя Семамуна щодо відновлення самостійності держави від Мамлюцького султанату.
1315 року відкрито повстав. Проти нього султан Мухаммад I ан-Насір відправив військо. Щоб уникнути подальшого вторгнення, Кернабес відправив сина своєї сестри Канс ад-Даулу до султана, пропонуючи укласти мирну угоду. Кернабес погодивс япризначити ад-Даулу своїм спадкоємцем. Проте Мухаммад I відкинув цю пропозицію.
Зрештою Кернабес зазнав поразки й разом з братмо Авраамом втік до держави Аль-Абваб. Втім там їх було схоплено та видано мамлюкам. Новим царем поставлено Баршанбу.
У 1322 або 1323 році звільнений та відправлений із загоном проти Канс ад-Даули, якого Кернабес повалив, відновившись на троні. Протенаступного року також втратив владу. Остання згадка про нього відноситься до 1326 року, коли він перебував в Асуані.